# 卡桑德尔·博格朗
卡桑德尔·博格朗（法語：Cassandre Beaugrand，1997年5月23日—），法国女子铁人三项运动员。她曾代表法国参加2016年和2020年夏季奥林匹克运动会铁人三项比赛，获得一枚铜牌；2024年代表法國參加夏季奥林匹克运动会铁人三项比赛獲得金牌。